# Nicholas Biddulph, 5. Baron Biddulph
(Anthony) Nicholas Colin Maitland Biddulph, 5. Baron Biddulph (* 8. April 1959) ist ein britischer Peer und Politiker der Conservative Party.

## Leben und Karriere
Biddulph wurde als Sohn von Robert Biddulph, 4. Baron Biddulph und dessen Ehefrau Lady Mary Helena Maitland geboren. Üblicherweise benutzt er seinen mittleren Namen Nicholas. Nach der Familie seiner Mutter, einer Enkelin des 15. Earls of Lauderdale, änderte er 1978 seinen Nachnamen von Biddulph zu Maitland Biddulph.
Er besuchte das Cheltenham College und das Royal Agricultural College. Später betätigte er sich als Innenarchitekt. Auch ist er in der Landwirtschaft und als Sportmanager tätig. 
Biddulph ist Mitglied (Liveryman) der Gilde der Worshipful Company of Armourers and Brasiers. Er gehört der Hereditary Peerage Association an.
Zu seinen Hobbys zählt er Sportschießen, Fischen, Skifahren, Malen und Pferderennen. Er lebte 2003 zunächst in London, später in Kelso.

## Mitgliedschaft im House of Lords
Nach dem Tod seines Vaters 1988 erbte er den Titel des Baron Biddulph und den damit verbundenen Sitz im House of Lords. Am 1. März 1989 nahm er erstmals seinen Sitz ein. Er hielt am 17. April 1996 seine Antrittsrede zum Thema der Erzeugung von Rindfleisch. Diese blieb seine einzige Wortmeldung. Seine Mitgliedschaft endete durch den House of Lords Act 1999. 
Für einen der verbleibenden Sitze trat er erfolglos an. Biddulph platzierte sich auf Platz 99. Lediglich 42 Sitze wurden für seine Partei vergeben.
Er ist im Register of Hereditary Peers verzeichnet, die für eine Nachwahl zur Verfügung stehen. Er trat zur Nachwahl anlässlich des Todes von Hugh Mackay, 14. Baron Reay an und belegte einen der hinteren Plätze. Zuvor war er 2011 erfolglos nach dem Tod von Geoffrey Russell, 4. Baron Ampthill angetreten.

## Familie
Biddulph heiratete am 28. August 1993 Sián Diana Gibson-Watt, Tochter von David Gibson-Watt, Baron Gibson-Watt und Diana Hambro. 2001 ließen sie sich scheiden. Aus der Ehe gingen zwei Söhne hervor.